# 세광고등학교
세광고등학교(世光高等學校)는 대한민국 충청북도 청주시 서원구 미평동에 있는 사립 고등학교이다.

## 학교 연혁
- 1949년 2월 15일 : 대한예수교 장로회(現 한국기독교장로회) 충북노회 유지재단 인가
- 1949년 2월 20일 : 초대 이사장 구연직 목사 취임
- 1953년 1월 7일 : 제1대 이태희 교장 취임
- 1953년 2월 2일 : 세광고등학교 설립인가
- 1953년 4월 1일 : 신입생 모집, 개교(6학급)
- 1964년 1월 25일 : 학교법인 세광학원으로 개칭
- 1985년 10월 16일 : 학급증설(30학급)
- 1989년 12월 12일 : 現 미평동 신축교사로 이전
- 1998년 2월 12일 : 한빛학사(기숙사) 별관 신축
- 2010년 6월 21일 : 교육과학기술부 지정 “과학중점학교” 선정
- 2013년 4월 1일 : 개교 60주년 기념행사
- 2022년 6월 9일 : 제11대 윤응진 이사장 취임
- 2024년 2월 14일 : 제69회 졸업(230명, 누계 23,172명)
- 2024년 3월 4일 : 제72회 입학(259명)
- 2024년 9월 1일 : 제18대 정예용 교장 취임

## 참고 자료
- 세광고등학교 - 한국교육학술정보원 학교알리미